# Руперт (имя)
Ру́перт (англ. Rupert от древневерхненемецк. яз. Hroberahtus) — мужское имя в англоязычной культуре. Модернизированная форма — Роберт.

## Известные носители
- Руперт Брук (1887—1915) — английский поэт.
- Руперт Грейвс (род. 1963) — английский актёр театра и кино.
- Руперт Гринт (род. 1988) — британский актёр.
- Руперт Зальцбургский (650?—718) — основатель Зальцбурга, святой.
- Руперт Майер (1876—1945) — блаженный Римско-католической церкви.
- Руперт Мёрдок (род. 1931) — австралийский предприниматель, медиа-магнат.
- Руперт Пенри-Джонс (род. 1970) — английский актёр.
- Руперт Пфальцский (1619—1682) — лидер противников парламента в ходе английской Гражданской войны, рейнский пфальцграф.
- Руперт Френд (род. 1981) — британский актёр и сценарист.
- Руперт Холмс, британский и американский композитор, певец и автор песен, музыкант и автор пьес, романов и повестей.
- Руперт Шелдрейк (род. 1942) — британский биохимик и психолог, выдвинувший теорию морфогенетического поля.
- Руперт Эверетт (род. 1959) — британский киноактёр.